# ヨッヘン・リートケ
ヨッヘン・リートケ (英:Jochen Liedtke 1953年5月26日 – 2001年7月10日) はドイツのコンピュータ科学者で、 マイクロカーネル オペレーティング・システムの研究で知られ、L4マイクロカーネルファミリーを作成した。

## 経歴
ビーレフェルト大学で数学の学位を取得した。卒論ではドイツで教育用に使われたプログラミング言語ELANのコンパイラを作成した。
ビーレフェルト大学の大学院でZ80用のELAN環境EMUEL（"Extendable Multiuser Microprocessor ELAN-System"）を作成した。これは完全なマイクロカーネルによるELANのランタイム環境でL2（リートケの2番めのシステム、L1はリートケがハイスクール時代に作成したサブセットのALGOL60インタプリタが相当する）である。
フラウンホーファー研究機構のGMDでL2の改良およびゼロから再設計したL3の開発を行った。
1993年にマイクロカーネルの性能について徹底的に追求したL4マイクロカーネルを開発した。
1996年にベルリン工科大学で博士号を取得。その後IBMトーマス・J・ワトソン研究所、カールスルーエ大学教授。